# Strohanivka, Prîazovske
Strohanivka (în ucraineană Строганівка) este un sat în comuna Botieve din raionul Prîazovske, regiunea Zaporijjea, Ucraina.

## Demografie
Componența lingvistică a localității Strohanivka
     Rusă (57,21%)
     Bulgară (27,85%)
     Ucraineană (13,76%)
     Alte limbi (0,67%)
Conform recensământului din 2001, majoritatea populației localității Strohanivka era vorbitoare de rusă (57,21%), existând în minoritate și vorbitori de bulgară (27,85%) și ucraineană (13,76%).